# Needful Things (película)
La tienda (título original: Needful Things) es la adaptación cinematográfica de 1993 de la novela de Stephen King del mismo nombre dirigida por Fraser C. Heston, hijo del actor Charlton Heston. La película fue protagonizada por Max von Sydow, Ed Harris, y Bonnie Bedelia.

## Argumento
Un propietario misterioso llamado Gaunt Leland, que dice ser de Akron, Ohio, abre una nueva tienda de antigüedades llamada "Cosas necesarias" en el pequeño pueblo de Castle Rock, Maine. La tienda vende artículos diversos de gran valor personal de los residentes (algunos de los cuales, como un colgante que alivia el dolor o un juguete que predice el resultado de las carreras de caballos, son claramente sobrenaturales). Como pago, Gaunt pide pequeños "favores ", que por lo general consisten en bromas que sus clientes le hacen a sus vecinos. Gaunt parece saber un conocimiento innato de la gente del pueblo y su historia, y las bromas explotar sus rivalidades anteriores y los prejuicios, haciendo que se ataquen mutuamente.
Cuando la gente del pueblo normalmente pacífica comienzan a cometer actos de violencia y asesinatos, el sheriff Alan Pangborn investiga a Gaunt y se convence de que sus maquinaciones son la fuente de los disturbios. Gaunt se revela como el diablo, viajando de un lugar a otro, manipulando a la gente en la destrucción de sí mismos. Actuando principalmente a través de un vendedor de barcos corrupto y jugador llamado Danforth Keeton, Gaunt logra provocar un motín en la plaza del pueblo.
Pangborn se las arregla para detener la violencia antes de que la ciudad se destruya, y que la gente del pueblo admitan sus travesuras. Keeton, abatido por la muerte de su esposa, hace saltar la tienda con Gaunt en el interior. Derrotado, Gaunt sale completamente ileso de los restos en llamas de su tienda, predice que encontrará al nieto de Pangborn en 2053, exclama: "Bob será su nombre", dice que harán titulares y se aparta, al parecer para continuar con su trabajo vicioso, el mal, en otro lugar. Se va en el mismo coche negro siniestro (revelado como igualmente sobrenatural e indestructible en el corte prolongado) en el que llegó al principio de la película

## Reparto
- Max Von Sydow - Leland Gaunt
- Ed Harris - Sheriff Alan J. Pangborn
- Bonnie Bedelia - Polly Chalmers
- Amanda Plummer - Netitia 'Nettie' Cobb
- J.T. Walsh - Danforth 'Buster' Keeton III
- Ray McKinnon - Ayudante Norris Ridgewick
- Duncan Fraser: Padre Hugh Albert
- Valri Bromfield - Wilma Wadlowski Jerzyck
- Shane Meier - Brian Rusk
- William Morgan Sheppard - Padre Meehan
- Don S. Davis - Reverendo Willie Rose

## Producción
Con esta adaptación Fraser C. Heston debutó como director cinematográfico tras haber hecho diversos trabajos para la televisión. Lo primero que hizo en esta película fue buscar al actor ideal para encarnar a Leland Gaunt. Lo encontró en el sueco Max von Sydow y fue su incorporación, la que animó a Ed Harris y a Bonnie Bedelia a aceptar su participación en esta producción cinematográfica.

## Premios
- Premios Chainsaw (1993): 2 Nominaciones
- Premios Saturn (1994): 1 Premio; 2 Nominaciones